# Ponte Galeria
Ponte Galeria är Roms fyrtioförsta zon och har beteckningen Z. XLI. Zonen Ponte Galeria bildades år 1961. 
Ponte Galeria gränsar till Castel di Guido, La Pisana, Magliana Vecchia, Mezzocammino, Acilia Nord och Fiumicino.

## Kyrkobyggnader
- Chiesuola Serlupi, officiellt Santissima Eucarista a Ponte Galeria
- Santa Maria Madre della Divina Grazia
- Ex-casa generalizia dei Salesiani

## Arkeologiska lokaler
- Tratto della antica
- Domus rustica sull'antica Via Campana
- Necropoli di Malnome

## Monument och sevärdheter
- Parco della Pace

## Kommunikationer
- Järnvägsstationen Ponte Galeria på linjen Roma-Fiumicino